# Пантаївська селищна територіальна громада
Пантаївська селищна територіальна громада — територіальна громада в Україні, на території Олександрійського району Кіровоградської області. Адміністративний центр — селище Пантаївка.
Утворена 24 грудня 2019 року шляхом об'єднання Диківської сільської ради Знам'янського району, Бандурівської сільської ради Олександрійського району та Пантаївської селищної ради Олександрійської міськради.

## Населені пункти
У складі громади 1 селище (Пантаївка) і 5 сіл:
- Бандурівка,
- Диківка,
- Морозівка,
- Оліївка
- Ясинуватка.